# Siete maravillas de Ucrania

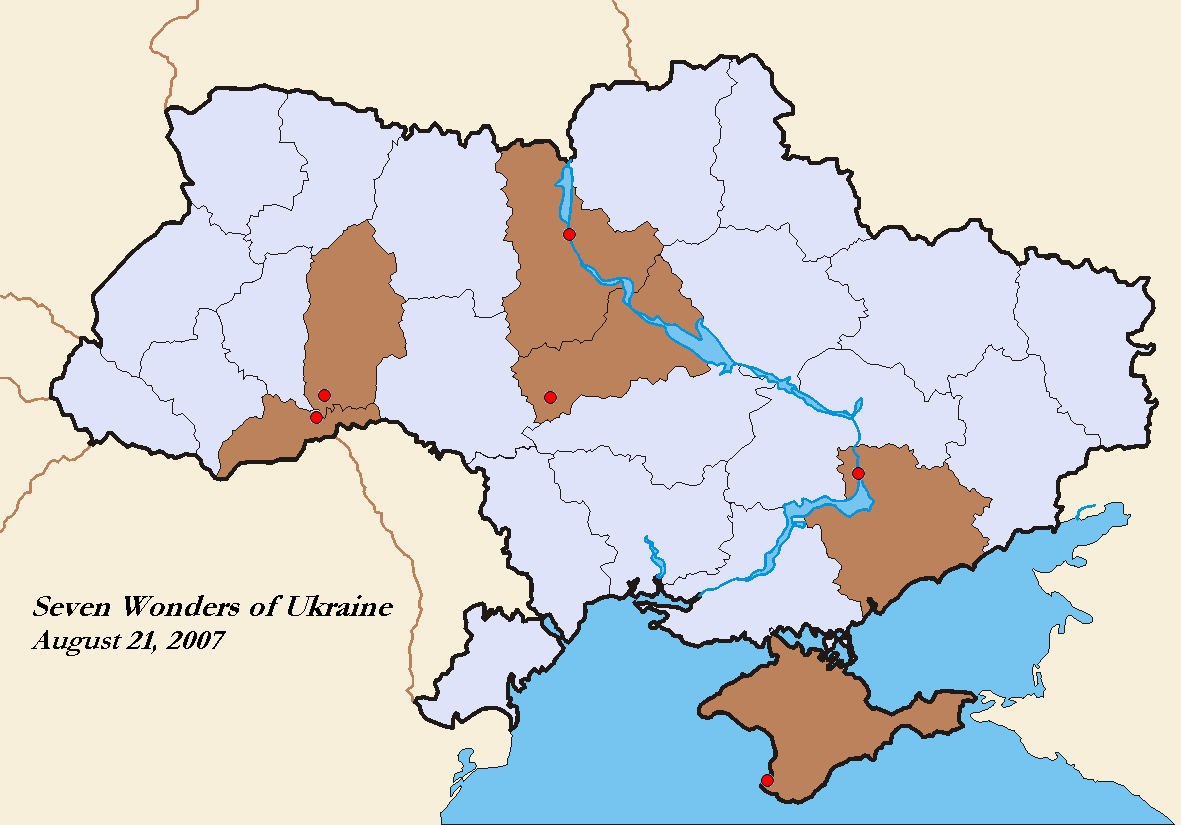
Ubicación de las Siete Maravillas de Ucrania.

Las Siete maravillas de Ucrania (en ucraniano: Сім чудес України) son siete monumentos históricos y culturales de Ucrania, que fueron elegidos en el concurso de Las siete maravillas de Ucrania celebrado en julio de 2007. Este fue el primer concurso público de este tipo, al que siguieron las Siete Maravillas Naturales de Ucrania, las Siete Rutas Maravillosas de Ucrania y los Siete Castillos Maravillosos de Ucrania. Todos los sitios nominados son áreas públicas protegidas al menos a un nivel regional y abiertos al turismo.
La votación de todos los participantes constó de dos partes: los expertos de Ucrania votaron por sus siete mejores sitios y los internautas votaron por sus siete sitios favoritos en la página web oficial.

## Historia
La iniciativa fue comenzada por el vicepresidente de la Rada Suprema Mykola Tomenko bajo el lema "¡Piznai Ukrainu!" (Descubre Ucrania). La iniciativa fue una continuación de numerosas acciones públicas anteriores que tuvieron lugar en varias regiones de Ucrania, como "Los juegos de Kupala en la tierra natal de Gogol" en el óblast de Poltava, "Otoño estrellado en Kachanivka" en el óblast de Chernihiv, "Descubramos la isla Jórtitsia" en el óblast de Zaporiyia, "Maslenitsa en Bucovina" en el óblast de Chernivtsi, "Leyendas de ámbar en el óblast de Rivne" o "Día de Europa en la tierra natal de Lesya Ukrainka" en el óblast de Volyn.
La siguiente etapa de la iniciativa fue la organización de las Siete Maravillas Naturales de Ucrania en 2008.

## Selección
Las autoridades locales y provinciales de las diferentes regiones conocidas como los óblast elaboraron una lista de 1.000 posibles candidatos. Un consejo de expertos formado por 100 personas, entre ellos culturólogos, historiadores y especialistas en turismo, eligió una lista de 21 candidatos entre los que los internautas podían votar.
La votación de los veintiún posibles candidatos comenzó el 7 de julio de 2007. En total, alrededor de 77.000 internautas votaron en la campaña. La votación fue clausurada el 21 de agosto de 2007 y los resultados se anunciaron oficialmente ese mismo día.La campaña fue iniciada en mayo de 2007 por Mykola Tomenko, político ucraniano y diputado del Rada Suprema de la quinta convocatoria.
Cada gerente de una nominación ganadora recibió una estatua de su candidato hecha de mármol verde, acero mate y pintura acrílica de espejo dorado.

## Resultados
Tres días antes del Día de la Independencia de Ucrania, el 21 de agosto de 2007, se anunciaron los resultados finales de la votación.

### Lista
| #                        | Nombre                                              | Ubicación                                 | Imagen                                                        |
| ------------------------ | --------------------------------------------------- | ----------------------------------------- | ------------------------------------------------------------- |
| Empatados en 1 y 2 lugar | Parque Sofiyivski                                   | Uman, Óblast de Cherkasy                  | The landscape of the Sofiyivsky Park.                         |
| Empatados en 1 y 2 lugar | Monasterio de las Cuevas de Kiev                    | Kiev                                      | Kyiv Pechersk Lavra.                                          |
| Empatados en 3 y 4 lugar | Reserva Histórico-Arquitectónica Nacional Kamianets | Kamianets-Podilskyi, Óblast de Jmelnitski | General view of the Kamianets-Podilskyi Castle.               |
| Empatados en 3 y 4 lugar | Jórtitsia                                           | Zaporiyia, Óblast de Zaporizhzhia         | View Khortytsia and the nearby Dnieper Hydroelectric Station. |
| 5                        | Quersoneso                                          | Sebastopol                                | The remains of the city of Chersonesos.                       |
| 6                        | Catedral de Santa Sofía                             | Kiev                                      | The Saint Sophia Cathedral.                                   |
| 7                        | Fortaleza de Jotín                                  | Jotín, Óblast de Chernivtsi               | Panoramic view of the Khotyn Fortress.                        |